# ミック・ミルズ
ミック・ミルズ（Mick Mills MBE、1949年1月4日 - ）は、イングランド・ゴダルマイニング出身の元サッカー選手で元指導者。元イングランド代表。現役時代のポジションはDF。

## 経歴
イングランド代表として、通算42試合に出場した。1982年のワールドカップ・スペイン大会では、本来のキャプテンであるケビン・キーガンが負傷で出場出来ないことから、キャプテンを任された。
1966年から1982年にかけてイプスウィッチ・タウンFCでプレー、通算では600試合を超える試合に出場した。リーグでは2度の2位と優勝は出来なかったが、FAカップ、UEFAカップ などのタイトル獲得に貢献した。チームのレジェンドの一人で、殿堂入りも果たしている。

## タイトル

### クラブ
イプスウィッチ
- UEFAカップ : 1980-81
- FAカップ : 1978
- セカンドディヴィジョン : 1967-68

個人タイトル
- PFA年間ベストイレブン : 1976-77
- イプスウィッチ年間最優秀選手 : 1977-78
- イプスウィッチの殿堂 : 2007